# Belén de Galilea

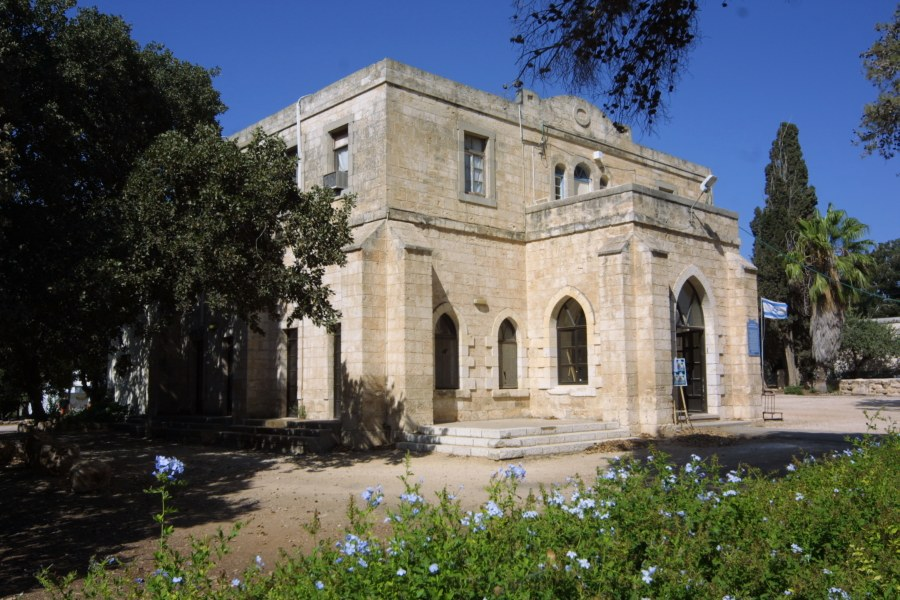

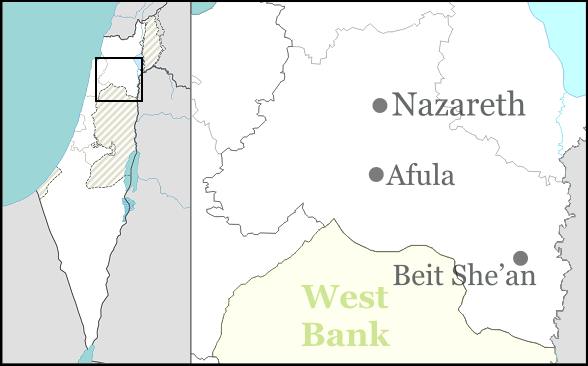

Belén de Galilea (בֵּית לֶחֶם הַגְּלִילִית, Beit Lehem HaGlilit; lit. «el Belén galileo") o “”“Belén-en-el-Galileo”“”  es un moshav del norte de Israel. Situado en la Galilea, cerca de Kiryat Tiv'on, a unos 10 kilómetros al noroeste de Nazaret y a 30 kilómetros al este de Haifa, pertenece a la jurisdicción del Consejo Regional del Valle de Jezreel. En 2022 tenía una población de 824 habitantes.
El moshav moderno se encuentra en el emplazamiento del antiguo asentamiento israelita conocido como Belén de Zabulón o Belén Zoria(h). Debido a su proximidad a Nazaret, un historiador cree que es el Belén donde nació Jesús de Nazaret. Aviram Oshri, arqueólogo jefe de la Autoridad de Antigüedades de Israel (IAA), apoya esta afirmación, pero otros investigadores de la misma institución la rechazan. La ciudad existió como asentamiento cristiano en la época clásica y estuvo poblada durante la Edad Media. Se restableció como Colonia templaria alemana en Palestina en el siglo XIX y se convirtió en moshav judío en 1948.

## Historia
Para distinguir la ciudad de la ciudad de Belén cerca de Jerusalén, fue inicialmente conocida como Belén de Zabulón, mientras que la ciudad cerca de Jerusalén fue llamada Belén de Judea. En el Talmud de Jerusalén se la denomina Bet Lehem Zoria, ya que en aquella época formaba parte del reino de Tiro (Ṣūr). Según el Libro de los Jueces, uno de los llamados «Jueces menores» del Israel de los primeros asentamientos, Ibzán, procedía de Belén y fue enterrado allí.  La Cambridge Bible for Schools and Colleges sugiere que el Belén al que se refiere este pasaje es Belén de Galilea «en lugar del más famoso Belén de la tribu de Judá».
Hasta finales del siglo XIX, e incluso la visita de Gustaf Dalman en 1921, podían verse allí los impresionantes restos de una iglesia y una sinagoga.  El arqueólogo Ariel Berman descubrió una vasija de tiza industria de la Período romano temprano, así como un enorme lagar de vino. Esto demuestra que era una ciudad próspera, lo que se utiliza como argumento a favor de identificar la Belén-en-el-Galileo actual con la Belén de Zabulón bíblica.
Debido a su proximidad a Nazaret, un historiador cree que es el Belén donde nació Jesús. Aviram Oshri, arqueólogo senior del IAA, apoya esta afirmación, aunque otros de esta institución lo rechazan.
Aquí se han encontrado restos de grandes edificios del Imperio bizantino, así como cerámica (siglos IV-V) de la misma época, junto con muros y objetos de los periodos Omeya, Abasí (siglo VIII) y Mameluco (siglos XIV-XV).